# Ljudmila Blonska
Ljudmila Leonidivna Blonska (ukrainska: Людмила Леонідівна Блонська) född Sjevtjuk (Шевчук) 9 november 1977, Simferopol, Krim, Ukrainska SSR, Sovjetunionen är en före detta ukrainsk sjukampare. Innehar hederstiteln "Hedrad idrottsmästare i Ukraina".

## Karriär
Blonska började sin idrottsliga karriär som femåring med rytmisk gymnastik; som tioårig bytte hon till basket och senare till judo och cykling. Vid 14 års ålder började hon med friidrott och deltog som 16-årig för första gången i de ukrainska ungdomsmästerskapen i sjukamp 1993.
Efter avslutad skolgång 1995 flyttade Blonska, som då hade kommit med i det ukrainska ungdomslandslaget, till huvudstaden Kiev för där att påbörja en utbildning. Fem månader senare fick hon en inbjudan att studera vid Institutet för idrott och fysisk kultur i Charkiv. Hon blev utan tränare och var tvungen att coacha sig själv i ett och ett halvt år, samtidigt som hon arbetade på natten för att få ekonomin att gå ihop. Hon uppnådde en tredjeplats i de ukrainska mästerskapen 1998 med 5554 poäng och år 1999 förbättrade hon sitt personbästa till 5765 poäng. 
Blonska utexaminerades år 2000 från Charkiv-institutet som tränare och idrottslärare och flyttade med tiokamparen och tillika hennes tränare och make Sergej Blonskij till Brovary utanför Kiev, som har ett av Ukrainas viktigaste sportscentra. Hon deltog i sitt första OS i Sydney i och blev mor för första gången det följande året. 
I maj 2002, ett år efter att ha blivit mor, vann Blonska det ukrainska mästerskapet i sjukamp på personbästa resultatet 6039 poäng. Därigenom kvalificerade hon sig för EM i München. Där uppnådde hon en trettonde plats. Strax därefter testades hon för första gången positivt för steroider och stängdes av i två år. Hon har sagt att hon var beredd att överklaga IAAFs beslut, men saknade det ekonomiska stödet för att göra det. Under sin avstängning födde hon sitt andra barn i juni 2004.
När Blonska kom tillbaka efter avstängningen var hon bättre än någonsin och vann guld i sjukamp vid Universiaden 2005. Hon vann även guld vid inomhus-VM i femkamp 2006 och slutade femma i sjukamp på EM utomhus i Göteborg samma sommar. Blonskas största framgång var andraplatsen efter Karolina Klüft vid VM 2007 i Osaka. Hon tog OS-silver i sjukampen i Peking 2008, men efter att dopingprovet var positivt blev hon av med silvermedaljen. Då det var andra gången hon testats positivt för steroider stängdes hon av på livstid.

## Dopning
Hon var dopingavstängd från 25 juli 2003 till 24 juli 2005 för användning av den anabola steroiden stanozolol, och kom tillbaka hösten 2005. 
Blonska tog OS-silver i sjukampen i Peking, men efter att dopingprovet var positivt för anabola steroiden methyltestosteron, blev hon av med silvret och fick inte deltaga i längdfinalen. Silvermedaljen gick i stället till USA:s Hyleas Fountain och ryskan Tatjana Tjernova fick bronset. Guldet vann Blonskas landsmaninna Natalja Dobrynska. Blonskas plats i längdfinalen, som hon hade kvalificerat sig till, gick till nigerianskan Blessing Okagbare som tog chansen och vann bronsmedaljen. Blonska och hennes tränare och tillika make, Sergej Blonskij, stängdes av på livstid.

## Personliga rekord
- 200 meter: 23,80 (-0,10) Kiev 3 augusti 2007
- 800 meter: 2:12,18  Götzis 27 maj 2007
- 100 meter häck: 13,13 (+1,80) Kiev 3 augusti 2007
- Höjdhopp: 1,92 Osaka 25 augusti 2007
- Längdhopp: 6,88 (+1,00) Osaka 26 augusti 2007
- Kulstöd: 14,77  Kiev 3 augusti 2007
- Spjutkast: 51,53 Götzis 27 maj 2007
- Sjukamp: 6832 Osaka 26 augusti 2007